# ترجمه واژه‌به‌واژه
ترجمه تحت‌اللفظی یا برگردانِ واژه‌به‌واژه یکی از شیوه‌های ترجمه است که در آن بر روی ساختار زبانی متن مبدأ تمرکز می‌شود. در ترجمهٔ واژه‌به‌واژه به قواعد نشانه‌گذاری، کاربردشناختی و معنای ضمنی در زبان مقصد توجهی نمی‌شود و ترتیب واژه‌ها از ترتیب‌شان در متن مبدأ پیروی می‌کند. در این نوع ترجمه فهم عبارت‌های اصطلاحی در ترجمهٔ حاصل ممکن است دشوار باشد و تفسیر و توضیح لغت‌ها می‌تواند به روشن‌سازی مفهوم ترجمه کمک کند. هرچند ترجمهٔ واژه‌به‌واژه در ترجمهٔ متون رواج ندارد و برای خوانندهٔ عادی که به دنبال ترجمه‌ای دقیق و با کیفیت است پیشنهاد نمی‌شود، اما برای مطالعهٔ ساختارهای زبانی بسیار مناسب است.
این نوع ترجمه را نباید با آن دسته از ترجمه‌های واژه‌به‌واژه‌ که در آن تنها واژه‌ها ملاک ترجمه هستند (و نه مفهومشان در ساختار جملهٔ متن مبدأ) اشتباه گرفت؛ حاصل اینگونه ترجمهٔ واژه‌به‌واژه ممکن است معنادار نباشد، چرا که مفهوم در زمان ترجمه مورد توجه نیست.